# Rang (estadística)
El rang és l'interval entre el valor màxim i el valor mínim; per això, comparteix unitats amb les dades. Permet fer-se una idea de la dispersió de les dades; com més gran és el rang, més dispersos estan les dades d'un conjunt.
Per exemple, per a una sèrie de dades de caràcter quantitatiu, com és l'alçada mesurada en centímetres, tindríem:
S'ordenen les dades de menor a major:
{\displaystyle x_{(1)}=155,x_{(2)}=165,x_{(3)}=170,x_{(4)}=182,x_{(5)}=185}
D'aquesta manera, el rang seria la resta entre el valor màxim {\displaystyle x_{(5)}} i el mínim {\displaystyle x_{(1)}}; o, cosa que és el mateix:
{\displaystyle R=x_{(5)}-x_{(1)}}
En el nostre exemple, amb cinc valors, ens dona que R = 185-155 = 30.>